# Фестивал малих позоришних форми
Фестивал малих позоришних форми је годишњи позоришни фестивал који се одржава у Зајечару, у организацији Народног позоришта Тимочке Крајине „Зоран Радмиловић“. Фестивал је посвећен монодрамама, дуодрамама и другим камерним позоришним изразима, и има такмичарски карактер.

## Историјат
Фестивал малих позоришних форми покренут је са циљем да промовише и афирмише камерне театарске продукције. Осми по реду фестивал одржан је у априлу 2025. године, што указује да је прво издање фестивала вероватно било 2018. године (осма манифестација 2025. значи да је прва била 2025 - 8 + 1 = 2018). Фестивал се одржава једном годишње и окупља представе из Србије и региона (нпр. Црне Горе, Румуније, Босне и Херцеговине и Северне Македоније ).

## Концепција и програм
Фестивал је фокусиран на мале позоришне форме, превасходно монодраме и дуодраме, које су често награђиване на другим позоришним фестивалима. Има такмичарски карактер, где стручни жири одлучује о наградама. Поред главног такмичарског програма, фестивал често има и богат пратећи програм који укључује изложбе, промоције књига и часописа (попут часописа "Развитак").

## Награде
Фестивал додељује неколико награда, укључујући:
- Награду за најбољу представу фестивала (додељује стручни жири)
- Награду за најбољег глумца/глумицу фестивала (додељује стручни жири)
- Награду публике за најбољу представу
- Специјалне награде

На пример, на 8. фестивалу 2025. године, Награду за најбољу представу добила је дуодрама „Гидионов чвор“ Београдског драмског позоришта, а Награду за најбољег глумца освојио је Горан Шушљик за улогу у представи „Загонетне варијације“ Театра Вук из Београда.

## Организатор
Организатор Фестивала малих позоришних форми је Народно позориште Тимочке крајине „Зоран Радмиловић” из Зајечара. Директор позоришта и фестивала је Владимир Ђуричић.

## Значај
Фестивал малих позоришних форми доприноси афирмацији камерног театра и мањих сценских продукција у Србији. Пружа платформу глумцима, редитељима и ауторима који се баве овим специфичним позоришним изразима и обогаћује културни живот Зајечара и региона Тимочке Крајине. Такође, фестивал подстиче регионалну културну сарадњу и размену.